# Volker Koepp
Volker Koepp (Stettin, 22 juni 1944) is een Duitse documentairemaker die opgroeide en tot de Duitse hereniging werkte in de toenmalige DDR. Naast documentaires met een socialistisch-realistisch karakter (bijvoorbeeld Wir haben schon eine ganze Stadt gebaut, 1968) maakte Koepp tussen 1975 en 1997 verschillende documentaires over het Oost-Duitse plaatsje Wittstock. Na de val van de Muur maakte Koepp vooral documentaires over verloren gegane Duitstalige gebieden in Oost-Europa. De film Herr Zwilling und Frau Zuckermann (1999), over twee van de zeer weinige overlevende Duitstalige Joden in de Oekraïense plaats Tsjernivtsi, gaf Volker Koepp internationale bekendheid.

## Filmografie
- 1967: Sommergäste bei Majakowski
- 1968: Wir haben schon eine ganze Stadt gebaut
- 1970: Die Rolle des Meisters im System der sozialistischen Betriebswirtschaft
- 1970: Der Oktober kam
- 1971: Schuldner
- 1971/72: Treffpunkt Kino, 12 afleveringen voor de DDR-televisie
- 1972: Musik in Scheiben
- 1973: Grüße aus Sarmatien (Für den Dichter Johannes Bobrowski)
- 1973: Teddy
- 1973: Gustav J.
- 1974: Aus meiner Kindheit (Szenarium)
- 1974: Slatan Dudow-Filmessay über einen marxistischen Künstler
- 1975: Er könnte ja heute nicht schweigen
- 1975: Mädchen in Wittstock
- 1976: Wieder in Wittstock
- 1976: Das weite Feld
- 1977: Ich erinnere mich noch
- 1977: Hütes Film
- 1978: Wittstock III
- 1978: Am Fluss
- 1979: Tag für Tag
- 1980: Haus und Hof
- 1981: Leben und Weben- Wittstock IV
- 1982: In Rheinsberg
- 1982: DEFA-Kinobox
- 1983: Alle Tiere sind schön da
- 1984: Leben in Wittstock
- 1985: Afghanistan 1362
- 1986: Die F 96 (documentaire in drie delen)
- 1989: Märkische Ziegel
- 1989: Arkona-Rethra-Vineta-Eine Reise zu versunkenen Orten
- 1990: Märkische Heide, Märkischer Sand
- 1991: Märkische Gesellschaft mbH.
- 1993: Die Wismut (Deutscher Kritikerpreis 1994, Hessischer Filmpreis 1994)
- 1994: Neues aus Wittstock
- 1995: Kalte Heimat (Int. Documentaire-filmfestival Nyon: 1995: Publieksprijs, 'gouden filmband' voor cameravoering)
- 1995/96: Fremde Ufer
- 1997: Wittstock, Wittstock
- 1998: Schöne Erde Mutterland
- 1998: Die Gilge
- 1999: Herr Zwilling und Frau Zuckermann (Int. Documentairefilmfestival Nyon: eerste prijs; Nominatie voor de 'Deutscher Filmpreis')
- 2001: Kurische Nehrung/Ostpreußen (Internationaal Filmfestival Berlijn 2001)
- 2002: Uckermark
- 2003: Ewige Orte
- 2003/04: Dieses Jahr in Czernowitz
- 2005: Schattenland – Reise nach Masuren
- 2005: Pommerland
- 2007: Söhne (Int. Documentaire-filmfestival Nyon: Eerste prijs)
- 2007: Holunderblüte (Preis der deutschen Filmkritik in de categorie "beste documentairefilm";[1] 1e prijs van het documentaire-filmfestival "Cinéma du Réel" in Parijs)
- 2008: Memelland
- 2009: Berlin-Stettin